# Nord (Alfa)
Nord è il secondo album in studio del cantautore italiano Alfa, pubblicato il 14 maggio 2021 con doppia etichetta Artist First e Wanderlust Society.

## Descrizione
Nord ha come tema centrale il senso di smarrimento e di ansia che si prova da giovani nel trovare il proprio cammino nella vita.
In merito al disco e alla scelta del titolo, il cantautore ha dichiarato: «Nord è un disco che ho scritto durante la quarantena [...]. "Nord" perché nella cultura occidentale è il segno che ti porta a trovare la tua spazialità, ad orientarti, la stella polare in poche parole. Come un marinaio puntava alla stella polare per orientarsi, io ho puntato tutto sulla musica per capire chi sono. Lo dedico a tutte le persone che mi sono state vicine nei miei momenti più difficili, perché davvero la quarantena per me come per tutti, è stato qualcosa di psicologicamente dura da elaborare, ma fare musica è stato terapeutico.»

## Tracce
Testi di Andrea De Filippi, eccetto dove indicato.
1. Nord – 3:06 (musica: Dario Faini)
2. Snob (feat. Rosa Chemical) – 2:50 (testo: Andrea De Filippi, Manuel Franco Rocati – musica: Alessandro Pulga, Stefano Tognini)
3. Testa tra le nuvole, Pt. 2 – 3:00 (testo: Andrea De Filippi, Lorenzo Milano – musica: Yanomi, Nuvole e Sole)
4. Non la ascoltare (feat. Ariete) – 2:30 (testo: Andrea De Filippi, Arianna Del Giaccio – musica: Alessandro Pulga, Stefano Tonigni)
5. Sul più bello (Out of My League) – 2:44 (musica: Yanomi)
6. San Lorenzo (feat. Annalisa) – 3:22 (testo: Andrea De Filippi, Alessandro La Cava, Daniele Conti, Federico Fabiano – musica: Yanomi, Luca Chiaravalli, Emiliano Bassi, Mario Meli)
7. Bevo tutta la notte (feat. Drast e Olly) – 2:48 (testo: Andrea De Filippi – musica: Federico Olivieri, Marco De Cesaris)
8. Non ricordo il nome – 2:27 (musica: Luca Galeandro)
9. Sold Out (feat. VillaBanks) – 2:18 (testo: Andrea De Filippi, Vieri Igor Traxler – musica: Davide Pavanello)
10. Stupefacente – 2:23 (Andrea De Filippi, Marco Azara, MarioMarvels)

## Classifiche
| Classifica (2021) | Posizione massima |
| ----------------- | ----------------- |
| Italia            | 14                |